# Dinevo
Dinevo (bulgariska: Динево) är ett distrikt i Bulgarien.   Det ligger i kommunen Obsjtina Chaskovo och regionen Chaskovo, i den centrala delen av landet, 220 km öster om huvudstaden Sofia.
Trakten runt Dinevo består till största delen av jordbruksmark. Runt Dinevo är det ganska tätbefolkat, med 129 invånare per kvadratkilometer.